# Wijk bij Duurstede

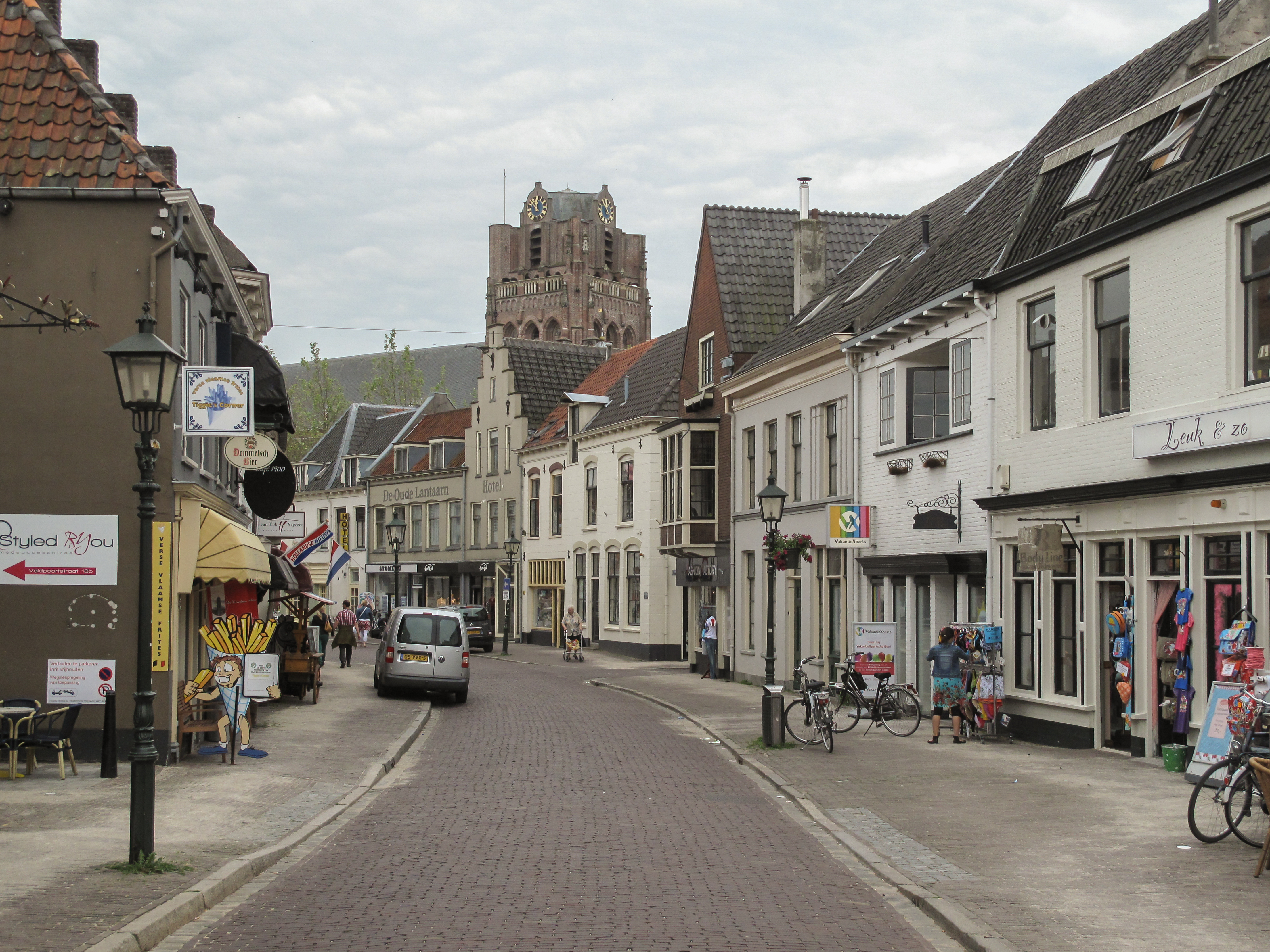
Wijk bij Duurstede, Straße nächst Kirchturm

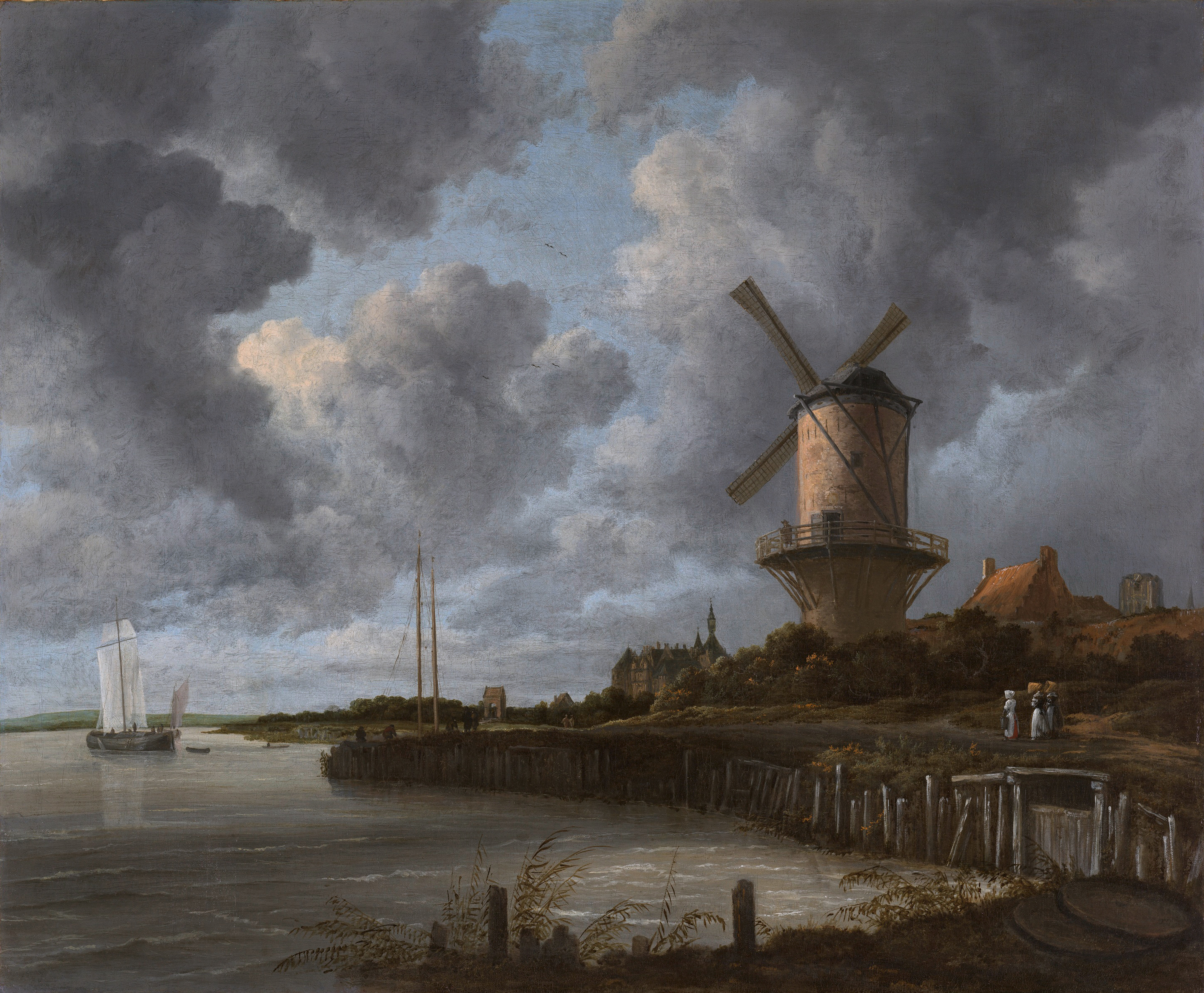
Jacob van Ruisdael: Die Mühle von Wijk bij Duurstede, 1670

Wijk bij Duurstede (anhörenⓘ) ist eine Gemeinde und eine Stadt im Süden der Provinz Utrecht. Wijk bij Duurstede hat 23.826 Einwohner (Stand 1. Januar 2025). Zur Gemeinde gehören die Dörfer Cothen (3320 Einwohner) und Langbroek (südlich von Driebergen, Gemeinde Utrechtse Heuvelrug, 2525 Einwohner).

## Lage und Wirtschaft
Wijk bij Duurstede liegt am Amsterdam-Rhein-Kanal und am Nederrijn.
Der Nederrijn teilt sich hier auf: im weiteren Verlauf sind dies der Lek und der Kromme Rijn.

Siehe auch: auf der Landkarte „Verlauf des Lek“ in der Vergrößerung ganz rechts: Wijk bij Duurstede und die genannten Gewässer.
Die Gemeinde grenzt an die Gemeinden Houten, Bunnik, Utrechtse Heuvelrug und Buren (Gelderland).
Wirtschaftlich von Bedeutung sind der Acker- und Obstbau, etwas Tourismus und eine Backstein- und Betonfabrik.

## Geschichte
Im Frühmittelalter lag an der Stelle von Wijk bij Duurstede die bedeutende  Handelsstadt Dorestad. Nach deren Untergang im 9. Jahrhundert verödete das Gebiet. Ein Ritter namens Zweder van Abcoude ließ hier im 13. Jahrhundert einen Wohnturm bauen. In Erinnerung an Dorestad nannte er das Gebäude Duurstede. Darumherum entwickelte sich eine Siedlung, die 1300 das Stadtrecht erhielt. Von 1399 bis 1405 ließ Friedrich von Blankenheim das Kloster Maria Magdalena errichten und besiedelte es mit Schwestern aus dem Kloster Schönensteinbach.
Das neue Schloss Duurstede wurde im 15. Jahrhundert bewohnt vom einflussreichen David von Burgund (* 1427; † 1496), der damals Fürstbischof von Utrecht und damit auch der weltliche Landesherr war. Das Schloss kam nach der Reformation in die Hände der Staaten von Utrecht und wurde, als die Franzosen im Jahr 1672 das Städtchen bei einem Kriegszug zerstörten, von den Einwohnern Wijks  bis auf zwei starke Türme geschleift; sie benutzten die Steine für den Wiederaufbau ihrer Häuser.
Bis heute ist Wijk ein ruhiges, etwas „abseits“ gelegenes  Provinzstädtchen.

## Sehenswürdigkeiten

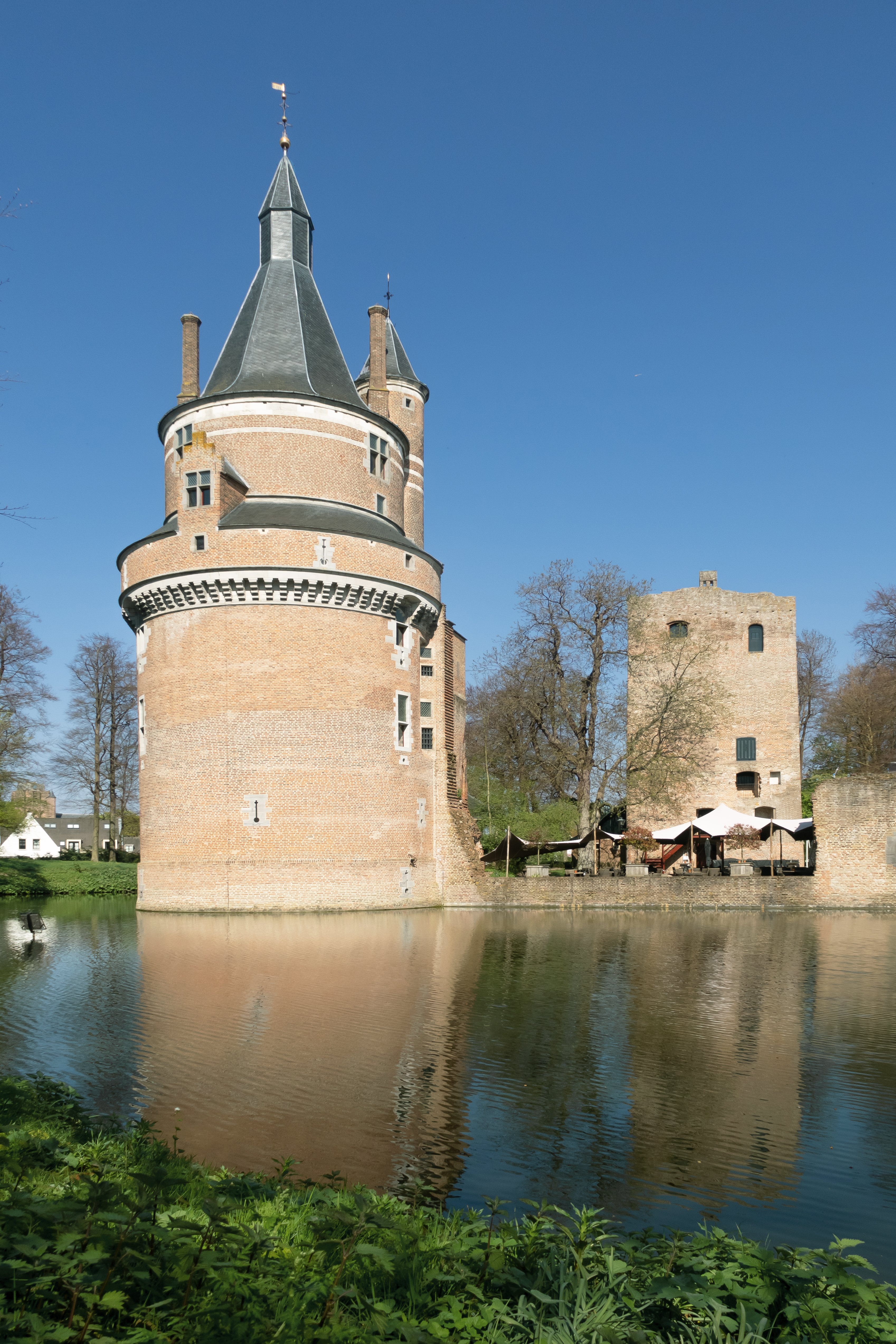
Schloss: kasteel Duurstede

- Die Altstadt, mit ihren alten Häusern, der Großen Kirche aus dem 14. bis 15. Jahrhundert und dem Tor auf dem Deich mit Windmühle. Die Mühle auf dem Bild von Ruisdael stand an einer anderen Stelle als die heutige Windmühle.
- Der Yachthafen mit Blick auf die Mühle und den historischen Stadtkern liegt an der Mündung des Rheins in die lek. Gegen die historischen Stadtmauer.
- Das Museum Dorestad (Heimatmuseum), mit wichtigen Exponaten aus den Ruinen von Dorestad; dazu kleine Wechselausstellungen; nur nachmittags geöffnet
- Die Umgebung von Langbroek ist reich an kleinen Lustschlössern aus dem 17. bis 19. Jahrhundert; zum Huis Doorn (siehe: Utrechtse Heuvelrug) besteht ein Radweg
- Die Ruine des Schlosses mit den beiden mächtigen Türmen (ein runder, sog. Donjon und ein viereckiger Turm sind erhalten geblieben) wurde 1852 vom berühmten Landschaftsarchitekten Jan David Zocher in eine Parkanlage integriert; Teile der Ruine sind restauriert worden. Hier gibt es auch ein „Partyzentrum“ (Räumlichkeiten für Veranstaltungen).

## Städtepartnerschaften
- Jičín, Tschechien

## Persönlichkeiten
- Rie Lips-Odinot (1908–1998), Widerstandskämpferin und Parlamentsabgeordnete